# Xiuhtecuhtli-Cozauhqui
Xiuhtecuhtli-Cozauhqui en la mitología azteca, es el dios del fuego amarillo. Según algunas fuentes, él es el hijo de los dioses Xiuhtecuhtli y Xantico, o solo de la diosa Xantico. Tiene tres hermanos llamados Xiuhtecuhtli-Iztac, Xiuhtecuhtli-Tlatlauhqui y Xiuhtecuhtli-Xoxoauhqui, que son otras personificaciones del fuego.